# Локтєв Микола Васильович
Мико́ла Васи́льович Ло́ктєв — полковник Збройних сил України, учасник російсько-української війни. Повний лицар ордена Богдана Хмельницького.

## Нагороди та вшанування
- Орден Богдана Хмельницького I ступеня (26 липня 2024) — за особисту мужність, виявлену у захисті державного суверенітету та територіальної цілісності України, самовіддане виконання військового обов'язку[1];
- орден Богдана Хмельницького II ступеня (28 травня 2022) — за особисту мужність і самовіддані дії, виявлені у захисті державного суверенітету та територіальної цілісності України, вірність військовій присязі[2].
- орден Богдана Хмельницького III ступеня (20 листопада 2019) — за особисту мужність і самовіддані дії, виявлені у захисті державного суверенітету та територіальної цілісності України, зразкове виконання військового обов’язку та з нагоди Дня Десантно-штурмових військ Збройних Сил України[3].